# 米尔沃砖

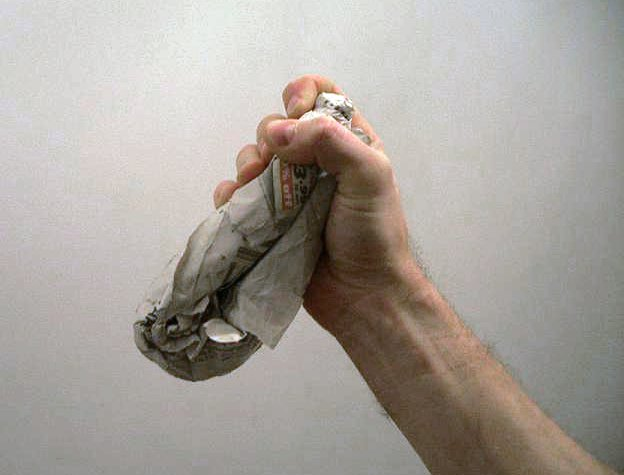
米爾沃磚

米尔沃砖（Millwall brick）是報紙經专门手段折叠、卷起后制成的临时武器，用法与小型棍棒类似。该武器得名于伦敦的足球俱乐部米尔沃尔足球俱乐部的球迷，他们的足球流氓习气恶名远扬。据称在1960和1970年代的英格兰，足球流氓们会在比赛期间将米尔沃砖头用作暗器。米尔沃尔砖头之所以如此流行，原因似乎无非这几点：报纸随处可见，官方无法阻止球迷将报纸带入场内，以及武器本身制作方法简易。

## 历史
1960年代末，英格兰警方为应对愈演愈烈的足球流氓问题而开始在赛前没收一切可被用作武器的东西。比如金属梳子、钢笔、杯墊、黄铜马饰、薄荷糖、鞋帶以及靴子。但球迷们依旧能带报纸入场。米尔沃砖头的最佳原材料是大报规格的报纸，警方亦对携带大报并一身工人阶级打扮的球迷们严加提防。小报规格的报纸看起来更无害，所以这种报纸就成了制作米尔沃砖的最合适原材料。